# آرنه بوريسن
آرنه بوريسن (بالنرويجية البوكمول: Arne Børresen)‏ هو لاعب كرة قدم نرويجي، ولد في 29 ديسمبر 1907 في فريدريكستاد في النرويج، وتوفي في 14 ديسمبر 1947 في هالدن في النرويج. شارك مع منتخب النرويج لكرة القدم. أما مع النوادي، فقد لعب مع نادي فريدريكستاد.

## وصلات خارجية
- آرنه بوريسن على موقع اتحاد النرويج (النرويجية)
- آرنه بوريسن على موقع قاعدة بيانات كرة القدم.إي يو (الإنجليزية)
- آرنه بوريسن على موقع ناشيونال فوتبول تيمز (الإنجليزية)
- آرنه بوريسن على موقع عالم كرة القدم.نت (الإنجليزية)